# Mianeuretus mirabilis
Mianeuretus mirabilis är en myrart som beskrevs av Carpenter 1930. Mianeuretus mirabilis ingår i släktet Mianeuretus och familjen myror. Inga underarter finns listade i Catalogue of Life.